# Shadow of the Moon
Shadow of the Moon, lanzado en 1997 por la discográfica "Steamhammer US", es el primer álbum del grupo musical Blackmore's Night. Como sencillo promocional del álbum se editó en las radios "Wish You Were Here". Esta canción es relanzada en una nueva versión para el álbum navideño del grupo, Winter Carols. Además se lanzaron videoclips para los temas "Shadow of the Moon" y "No Second Chance". Se destaca la colaboración de Ian Anderson líder de Jethro Tull en la flauta en la canción Play, Minstrel, Play

## Lista de canciones
1. "Shadow of the Moon" – 5:06
2. "The Clock Ticks On" – 5:15
3. "Be Mine Tonight" – 2:51
4. "Play, Minstrel, Play" – 3:59
5. "Ocean Gypsy" – 6:06
6. "Minstrel Hall" – 2:36
7. "Magical World" – 4:02
8. "Writing on the Wall" – 4:35
9. "Renaissance Faire" – 4:16
10. "Memmingen" – 1:05
11. "No Second Chance" – 5:39
12. "Mond Tanz" – 3:33
13. "Spirit of the Sea" – 4:50
14. "Greensleeves" – 3:47
15. "Wish You Were Here" – 5:02

### Extras
1. "Possum's Last Dance" – 2:42

- Datos: Q1929992